# Trytoma

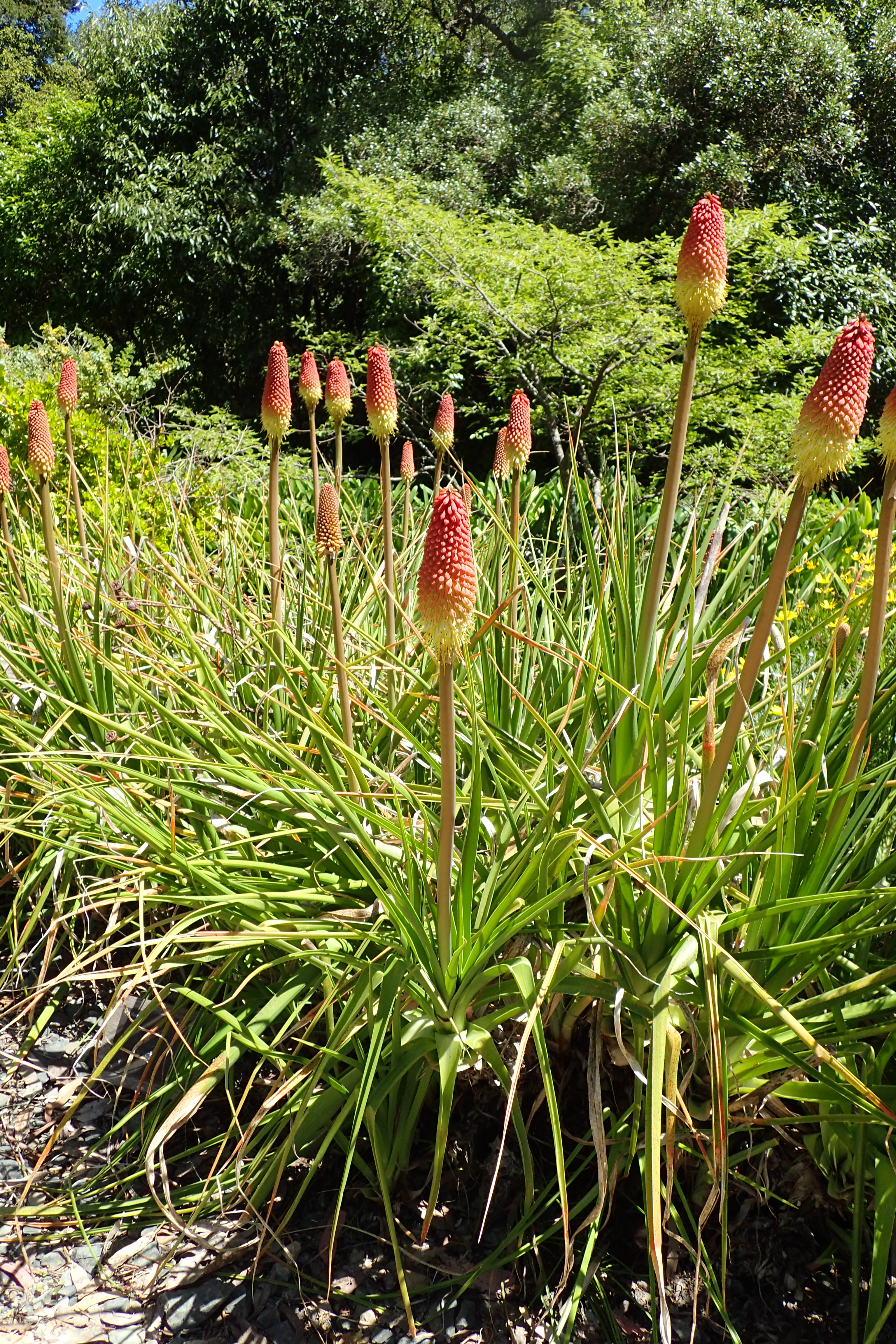
Kniphofia northiae

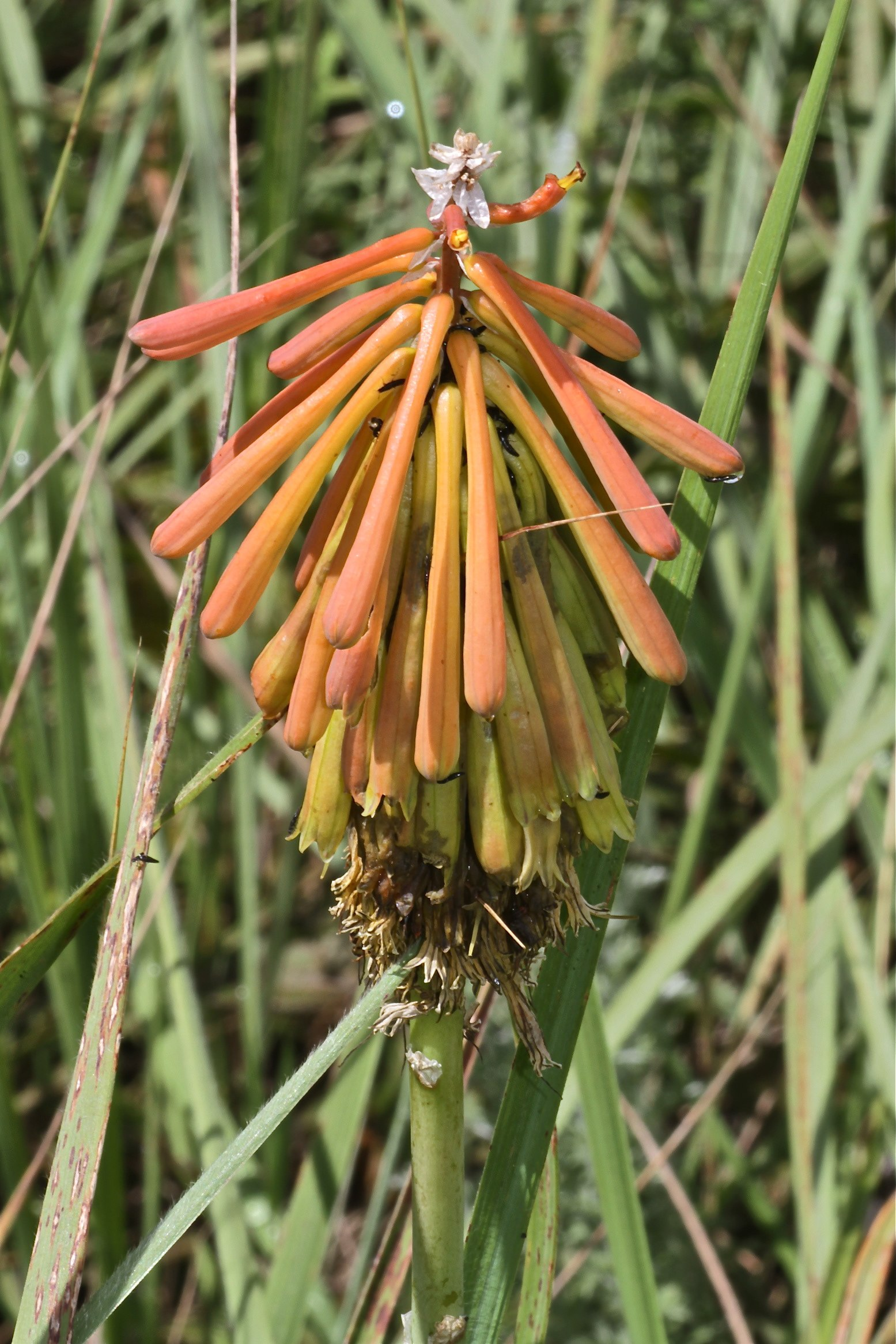
Kniphofia laxiflora

Trytoma, knifofia, wstydlin (Kniphofia) – rodzaj roślin z rodziny złotogłowowatych. Obejmuje 70 gatunków. Większość gatunków (48) występuje w południowej części Afryki, zwłaszcza w Górach Smoczych. W górach Afryki środkowej rosną 22 gatunki (na północy sięgają do Kamerunu i Erytrei). Dwa opisano także z Madagaskaru, a jeden z Jemenu.
Rośliny w naturze rosną zwykle w miejscach wilgotnych i przy strumieniach na obszarach górskich, często w zbiorowiskach trawiastych.
Trytomy zapylane są przez ptaki – nektarniki. Kwiaty u okazów uprawianych w Europie mogą być pułapką dla pszczół – ich wąskie korony powodują, że owady w nich utykają. 
Niektóre gatunki uprawiane są jako rośliny ozdobne, kiedyś zwłaszcza trytoma groniasta K. uvaria i łodygowa K. caulescens, a współcześnie są to zwykle mieszańce różnych gatunków określane mianem trytomy ogrodowej K. × hybrida, K. × praecox. W ich powstaniu uczestniczyły zwykle trytoma groniasta, trójgraniasta, Kniphofia pauciflora i inne. Trytoma groniasta byłą pierwszą z wielu roślin sprowadzonych z południowej Afryki do uprawy w Europie (trafiła do uprawy w Niemczech już w 1707 roku).

## Morfologia
PokrójByliny z tęgimi lub cienkimi kłączami rosnącymi poziomo, z odgałęzieniami, z których gęsto (kępiasto) lub rzadko (rośliny pojedyncze) wyrastają kępy liści. Rośliny zwykle bezłodygowe (u trytomy łodygowej jest ona tęga i osiąga do 30 cm wysokości).
LiścieLiczne, wąskie, tworzą rozetę przyziemną, czasem wyrastają dwurzędowo, zwykle łukowato przewisają. Blaszka równowąska, zwykle z wyraźną linią grzbietową (stąd na przekroju w kształcie litery V), całobrzegie lub drobno piłkowane. Osiągają do 120 cm wysokości. Mają barwę od jasnozielonej do niebieskawej.
KwiatyZebrane w wysokie (od 60 do 180 cm wysokości), zwykle nierozgałęzione (czasem z krótkimi rozgałęzieniami) gęste, kłosokształtne kwiatostany groniaste. Pod kwiatostanem obecne są 1–3 niewielkie podsadki. Kwiaty siedzące lub krótkoszypułkowe, wsparte błoniastymi przysadkami dłuższymi od szypułek. Kwiaty dojrzewają sukcesywnie od dołu kwiatostanu ku górze. Początkowo (w pąku) odstają poziomo, z czasem przewisają i stają się coraz jaśniejsze. W efekcie kwiatostany zwykle dwubarwne – od góry mniej lub bardziej czerwone, przechodzą w dół przez odcienie koloru żółtego do białego na samym dole, rzadziej kwiatostany podobne kolorystycznie na całej długości – czerwone lub żółtozielone. Okwiat składa się z 6 listków zrośniętych w długą rurkę lub lejek, na końcu z 6 nierównej wielkości łatkami. Pręcików jest 6, z wyprostowanymi, dłuższymi od okwiatu nitkami, przy czym trzy pręciki okółka wewnętrznego są dłuższe od zewnętrznych. Zalążnia górna, trójkomorowa, z licznymi zalążkami i z pojedynczą, nitkowatą szyjką słupka o podobnej długości jak pręciki. Znamię drobne, główkowate.
OwoceKulistawe lub jajowate, trójkanciaste torebki zawierające nasiona, spłaszczone, trójkanciaste lub czasem oskrzydlone.

## Systematyka
Rodzaj z rodziny złotogłowowatych Asphodelaceae Jussieu, a w jej obrębie z podrodziny Asphodeloideae Burnett. W obrębie podrodziny tworzy monotypową grupę, jedną z 6 wyróżnianych, ale o niejasnych relacjach filogenetycznych.
Wykaz gatunków
- Kniphofia acraea Codd
- Kniphofia albescens Codd
- Kniphofia albomontana Baijnath
- Kniphofia angustifolia (Baker) Codd
- Kniphofia ankaratrensis Baker
- Kniphofia baurii Baker
- Kniphofia benguellensis Welw. ex Baker
- Kniphofia bequaertii De Wild.
- Kniphofia brachystachya (Zahlbr.) Codd
- Kniphofia breviflora Harv. ex Baker
- Kniphofia bruceae (Codd) Codd
- Kniphofia buchananii Baker
- Kniphofia caulescens Baker – trytoma łodygowa[9], wstylin łodygowy[8]
- Kniphofia citrina Baker – trytoma cytrynowa
- Kniphofia coddiana Cufod.
- Kniphofia coralligemma E.A.Bruce
- Kniphofia crassifolia Baker
- Kniphofia drepanophylla Baker
- Kniphofia dubia De Wild.
- Kniphofia ensifolia Baker – trytoma mieczolistna
- Kniphofia × erythraeae Fiori
- Kniphofia evansii Baker
- Kniphofia fibrosa Baker
- Kniphofia flammula Codd
- Kniphofia fluviatilis Codd
- Kniphofia foliosa Hochst. – trytoma wielolistna
- Kniphofia galpinii Baker – trytoma Galpina
- Kniphofia goetzei Engl.
- Kniphofia gracilis Harv. ex Baker
- Kniphofia grantii Baker
- Kniphofia hildebrandtii Cufod.
- Kniphofia hirsuta Codd
- Kniphofia ichopensis Schinz
- Kniphofia insignis Rendle
- Kniphofia isoetifolia Hochst.
- Kniphofia latifolia Codd
- Kniphofia laxiflora Kunth – trytoma natalska
- Kniphofia leucocephala Baijnath
- Kniphofia linearifolia Baker – trytoma wąskolistna
- Kniphofia littoralis Codd
- Kniphofia marungensis Lisowski & Wiland
- Kniphofia mulanjeana S.Blackmore
- Kniphofia multiflora J.M.Wood & M.S.Evans
- Kniphofia nana Marais
- Kniphofia northiae Baker – trytoma Northy'ego
- Kniphofia nubigena Mildbr.
- Kniphofia pallidiflora Baker
- Kniphofia paludosa Engl.
- Kniphofia parviflora Kunth
- Kniphofia pauciflora Baker
- Kniphofia porphyrantha Baker
- Kniphofia × praecox Baker
- Kniphofia princeae (A.Berger) Marais
- Kniphofia pumila (Aiton) Kunth
- Kniphofia reflexa Hutch. ex Codd
- Kniphofia reynoldsii Codd
- Kniphofia rigidifolia E.A.Bruce
- Kniphofia ritualis Codd
- Kniphofia rooperi (T.Moore) Lem.
- Kniphofia sarmentosa (Andrews) Kunth
- Kniphofia schimperi Baker
- Kniphofia splendida E.A.Bruce
- Kniphofia stricta Codd
- Kniphofia sumarae Deflers
- Kniphofia tabularis Marloth
- Kniphofia thodei Baker
- Kniphofia thomsonii Baker
- Kniphofia triangularis Kunth – trytoma trójgraniasta[9], trytoma Macowana[4]
- Kniphofia typhoides Codd
- Kniphofia tysonii Baker
- Kniphofia umbrina Codd
- Kniphofia uvaria (L.) Oken – trytoma groniasta[4], wstydlin kłosowy[8]

## Zastosowanie i uprawa
Rośliny uprawia się jako ozdobne w ogrodach skalnych i naturalistycznych, także na rabatach kwiatowych i jako rośliny parkowe. Wykorzystywane są także na kwiat cięty.
Rośliny wymagają stanowisk słonecznych i ciepłych na glebach dobrze przepuszczalnych i mineralnych (piaszczystych). Źle znoszą nadmiar wilgoci zimą (w warunkach Europy Środkowej zaleca się zimowanie pod dachem), natomiast wiosną latem wymagają obfitego podlewania. Nie są mrozoodporne w stopniu pozwalającym na pewne zimowanie w gruncie w warunkach Europy Środkowej. Ze względu na rozłożystość i rozrastanie się rośliny zajmować mogą znaczną powierzchnię.